# Vellach (Fluss)

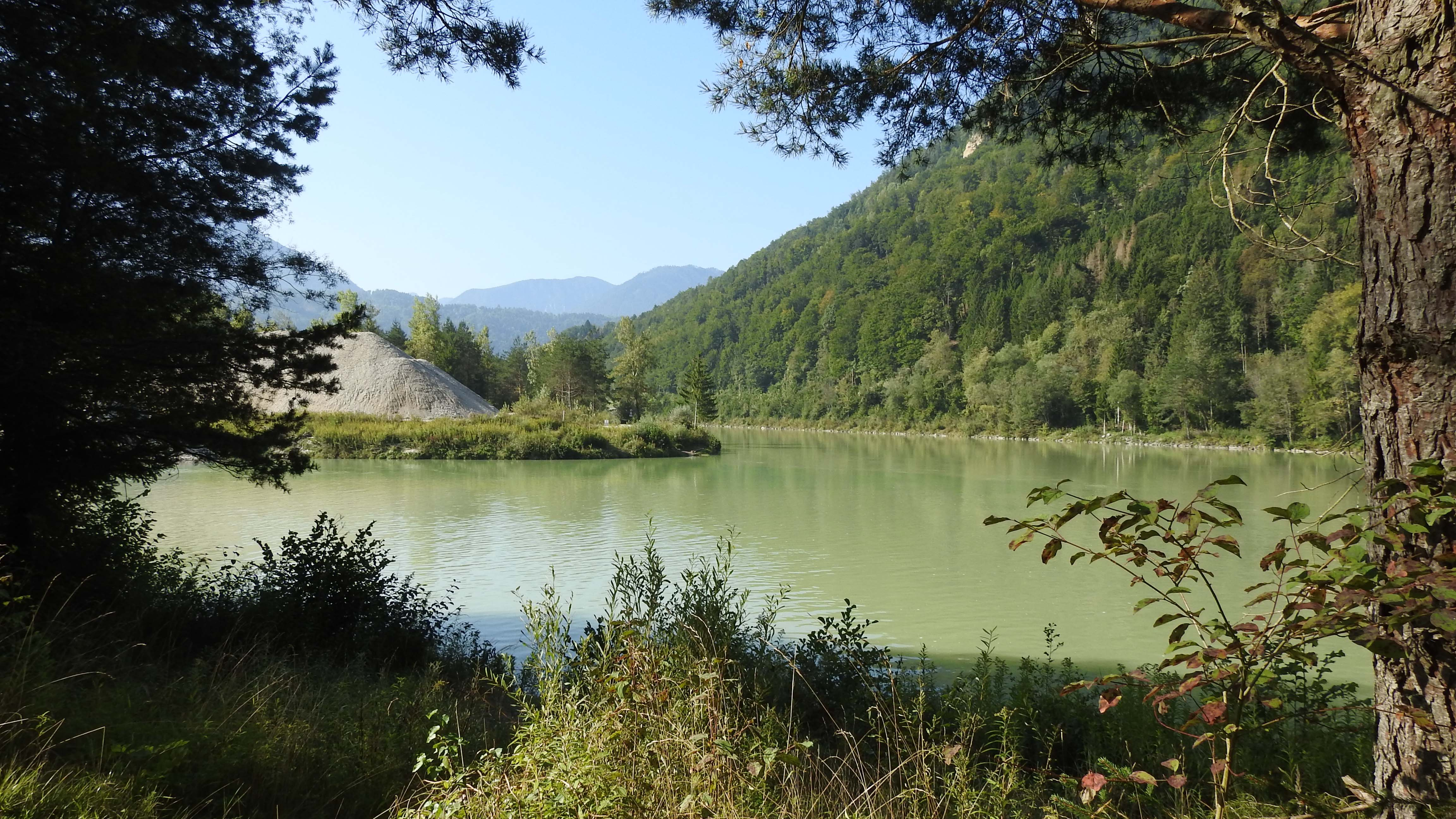
Mündung der Vellach in die Drau

Die Vellach (slaw.: Bela) ist ein Nebenfluss der Drau in Unterkärnten.

## Name
Das Gewässer wurde um 1100 als fluvium Welach erstmals schriftlich erwähnt.
Der Name Vellach ist eine Mischform und leitet sich vom slawischen bělъ ‘weiß’ + althochdeutsch aha ‘Fluss’ ab.

## Geographie
Sie entspringt in den Steiner Alpen und durchfließt, sich stets nach Norden haltend, zunächst das gebirgige Vellachtal, das sich mit der Gemeinde Eisenkappel-Vellach deckt, zwischen Steiner Alpen, Petzen- und Obirmassiv. Nach der Ortschaft Rechberg verlässt sie ihr enges Tal und tritt ins Jauntal ein, um schon nach kurzer Strecke bei Gallizien in der Drau aufzugehen.

## Bevölkerung
In Jaun- und Vellachtal hat das Deutsche relativ spät Fuß gefasst und noch heute spricht ein beträchtlicher Bevölkerungsteil Slowenisch, und zwar Jauntalerisch bzw. im Vellachtal die Obirmundart. Im Deutschen bedient man sich der relativ einheitlichen Mittelkärntner Mundart.

## Wirtschaft
Das Vellachtal ist noch heute landwirtschaftlich geprägt. Früher spielten Eisen- und Bleibergbau eine gewisse Rolle und es gab kleinere Industrieunternehmen. Heute ist der Fremdenverkehr wichtigster Wirtschaftszweig (Obir-Tropfsteinhöhlen, Kurtourismus (Bad Vellach), Bergtourismus). Mit Seeberg- und Paulitschsattel hat das Tal zwei Grenzübergänge nach Slowenien, wobei letzterer eher von geringer Bedeutung ist.